# Thị trấn Phakant
Thị trấn Hpakant  (tiếng Miến Điện: ဖားကန့်မြို့နယ်; thị trấn Kamaing) cũng là một thị trấn của quận Mohnyin thuộc bang Kachin của Miến Điện (Myanmar). Trung tâm hành chính là Hpakant. Thị trấn chính là Kamaing.